# 칭허먼구
칭허먼구(한국어: 청하문구, 중국어: 清河门区, 병음: Qīnghémén Qū)는 중화인민공화국 랴오닝성 푸신 시의 행정구역이다. 넓이는 105km2이고, 인구는 2007년 기준으로 70,000명이다.

## 행정 구역
4개 가도, 2개 진을 관할한다.
- 가도: 新北街道, 六台街道, 艾友街道, 清河街道.
- 진: 乌龙坝镇, 河西镇.